# No teísmo
El no teísmo es un concepto que se refiere a las corrientes espirituales o filosóficas que no discurren o mencionan la creencia en un Dios creador o absoluto. Se diferencia del ateísmo en que los no teístas pueden aceptar conceptos espirituales como la creencia en  entidades superiores o espíritus, aunque estos son vistos generalmente como seres no absolutos que evolucionan y cambian. El filósofo Anthony Kenny distingue a los agnósticos, que encuentran la premisa «Dios existe» desconocida, de los no cognostivistas (los no teístas).
Algunas religiones no teístas son el budismo, el jainismo, el taoísmo y el confucianismo. Aunque el budismo tiene un vasto número de escrituras y prácticas, el núcleo del budismo, las cuatro nobles verdades y el Noble camino óctuple, son distinguidas en el mundo  por no tener mención alguna de dioses o alguna noción de veneración de deidades. Son puramente éticas meditativas y  directrices basadas en las verdades del sufrimiento psicológico debido a la impermanencia.
Algunos pensadores tienden a calificar a la enseñanza budista como agnóstica por presuntamente «no negar ni aceptar la existencia de un Dios creador». Ciertamente, diferentes textos budistas dejan implícito que Gautama Buda negaba la existencia de un Dios creador, por lo que el budismo no podría ser considerado agnóstico. Ejemplo de esta negación de una divinidad creadora puede verse en el sutra Brahmajala-sutra.
Algo similar se establece en el jainismo, religión muy cercana al budismo, que de modo análogo niega expresamente la creencia en un dios creador.
Si bien el budismo y el jainismo son consideradas religiones no teístas, estas sí aceptan la creencia en realidades espirituales, como el renacimiento, los milagros y el karma, y en la existencia de seres espirituales, como espíritus y deidades, por lo cual no pueden considerarse ateístas (al aceptar, por ejemplo, la existencia de dioses, aunque no vistos como creadores) ni agnósticas (al aceptar como cierta la creencia en conceptos espirituales como el karma). En general, muchos budistas y jainistas no rinden culto a los dioses, que son vistos como de naturaleza permanente. Sus deidades son seres iluminados que han alcanzado la Iluminación, como los Tirthankar y los Budas. Su trato a estos difiere mucho del concepto tradicional occidental de deidad.

## Origen y definición
El Oxford English Dictionary (2007) no tiene una entrada para no teísmo, pero sí tiene una entrada para no teísta, definido como "Una persona que no es teísta", y una entrada para el adjetivo no teísta.[cita requerida]
Un uso temprano del guion no teísmo es el de George Holyoake en 1852, quien lo introduce porque:
El Sr. [Charles] Southwell se ha opuesto al término Ateísmo. Nos alegramos de ello. Llevamos mucho tiempo en desuso [...]. La desechamos porque Ateo es una palabra gastada. Tanto los antiguos como los modernos han entendido por ella alguien sin Dios, y también sin moral. Así, el término connota más de lo que cualquier persona bien informada y sincera que lo acepte haya incluido en él; es decir, la palabra lleva consigo asociaciones de inmoralidad, que han sido repudiadas por el Ateo tan seriamente como por el Cristiano. No-teísmo es un término menos abierto al mismo malentendido, ya que implica la simple no aceptación de la explicación teísta del origen y gobierno del mundo.
Este pasaje es citado por James Buchanan en su libro Ateísmo Moderno bajo sus formas de Panteísmo, Materialismo, Secularismo, Desarrollo y Leyes Naturales de 1857, quien sin embargo continúa afirmando:

"No-teísmo" fue cambiado más tarde [por Holyoake] por "Secularismo", como un término menos susceptible de mala interpretación, y más correctamente descriptivo de la verdadera importancia de la teoría.

La ortografía sin guion ve un uso disperso a finales del siglo XX, siguiendo la obra de Harvey Cox de 1966 Secular City: "Así, el Dios oculto o deus absconditus de la teología bíblica puede confundirse con el no-Dios en absoluto del no-teísmo." El uso aumentó en la década de 1990 en contextos en los que la asociación con los términos ateísmo o antiteísmo no era deseada. La Enciclopedia Baker de Apologética Cristiana de 1998 afirma: "En sentido estricto, todas las formas de no teísmo son naturalistas, incluidos el ateísmo, el panteísmo, el deísmo y el agnosticismo".
Pema Chödrön utiliza el término en el contexto del budismo:

La diferencia entre teísmo y no teísmo no es si uno cree o no en Dios.[...] El teísmo es una convicción profundamente arraigada de que hay alguna mano a la que agarrarse [...] El no teísmo es relajarse con la ambigüedad y la incertidumbre del momento presente sin echar mano de nada para protegernos [...] El no teísmo es darse cuenta por fin de que no hay ninguna niñera con la que puedas contar.<

## Historia
El no teísmo es una categoría amplia y en evolución de sistemas de creencias que rechazan o son indiferentes a la existencia de una deidad o deidades. A menudo se considera en contraste con el teísmo, que afirma la existencia de uno o más dioses. La historia del no teísmo abarca muchas culturas, tradiciones filosóficas y contextos religiosos, reflejando diversas perspectivas sobre la espiritualidad, la moralidad y la naturaleza del universo.
Las raíces del no teísmo se remontan a las antiguas tradiciones filosóficas y religiosas. En la antigua India, durante el tiempo de los Upanishads (alrededor del 700 a. C.), existían movimientos filosóficos que cuestionaban la existencia de los dioses. Algunas escuelas de pensamiento, como el Charvaka (o Lokayata), eran explícitamente materialistas y ateas. Rechazaban la idea de una vida después de la muerte y la autoridad de los rituales religiosos, enfatizando en cambio la observación directa y la experiencia como los medios para comprender el mundo.
En la antigua Grecia, filósofos como Demócrito y Epicuro también contribuyeron al desarrollo del pensamiento no teísta. Demócrito sostenía que todo en el universo estaba compuesto por átomos y que los fenómenos naturales podían explicarse mediante las leyes de la naturaleza, sin necesidad de intervención divina. De manera similar, Epicuro argumentaba que los dioses, si existían, eran indiferentes a los asuntos humanos, y que la búsqueda de la felicidad debía basarse en el mundo natural y el bienestar personal, en lugar de en la devoción religiosa.
A lo largo de la historia, el no teísmo ha aparecido en diversas formas, tanto como un rechazo de creencias religiosas específicas como un escepticismo más amplio sobre lo sobrenatural. En la Edad Media y el Renacimiento, el ateísmo fue a menudo suprimido por las autoridades religiosas, pero algunos filósofos, como Baruch Spinoza y Jean Meslier, comenzaron a desafiar los conceptos teológicos tradicionales. Spinoza, por ejemplo, propuso una visión panteísta de Dios, equiparando a Dios con la naturaleza, lo que más tarde influiría en el pensamiento ateo y no teista moderno.
El auge de la ciencia moderna y la Ilustración en los siglos XVII y XVIII proporcionaron una base intelectual adicional para las perspectivas nontheistas. Pensadores como Voltaire, David Hume y Thomas Paine argumentaban en contra de la autoridad de las religiones organizadas y destacaban la razón, la ciencia y el humanismo como base para entender el mundo.
Otra opinión filosófica relacionada sobre la existencia de deidades es el escepticismo. Debido a las distintas definiciones del término Dios, una persona podría ser atea en términos de ciertas concepciones de los dioses, mientras que se mantiene agnóstica en otros términos.
En los siglos XIX y XX, el desarrollo del humanismo secular, el existencialismo y el naturalismo científico moldearon aún más el no teísmo. Figuras como Friedrich Nietzsche, Karl Marx y Bertrand Russell ofrecieron críticas a la religión y propusieron marcos alternativos para entender la existencia humana y la moralidad. El siglo XX también vio el surgimiento de movimientos ateos organizados, particularmente tras los horrores de las guerras y los regímenes totalitarios, que a menudo usaban ideologías religiosas como justificación para la violencia.
A principios del siglo XXI, el no teísmo abarca una amplia gama de perspectivas, desde el ateísmo y el agnosticismo hasta el humanismo secular y el naturalismo, ofreciendo un enfoque diverso para las preguntas sobre el significado, la moralidad y la existencia sin depender del concepto de Dios.